# Diego López IV d'Haro
Diego López IV d'Haro, va morir en 1289. Fill de Lope Díaz III d'Haro i Juana de Molina. Va ser novè senyor de Biscaia entre els anys 1288 i 1289. Amb la mort del seu pare van començar els enfrontaments entre Biscaia i Castella. Diego López es va unir a Navarra i Aragó per a combatre Sanç i reconèixer com a rei de Castella a Alfons de la Cerda. La cosa se li complicava, ja que diversos pobles van ser caient en mans de Sanç, entre ells Labastida, Orduña i Balmaseda. En això, Biscaia va respondre a la crida de Diego i es van armar les seves cases, fortes i castells. Finalment Sanç va ocupar Biscaia. La mort de Diego López IV sense fills va fer que el seu herència fos disputada.